# Кровавое эхо
«Кровавое эхо» (англ. Echo Burning, другие названия — «Раскалённое эхо», «Джек Ричер, или Кровавое эхо») — роман английского писателя Ли Чайлда, вышедший в 2001 году. Пятая книга из серии о бывшем военном полицейском Джеке Ричере.

## Сюжет
Группа людей наблюдает за ранчо и передаёт сведения заказчику, который нанимает трёх киллеров, чтобы разобраться с ситуацией.
Бывший военный полицейский Джек Ричер останавливает «кадиллак», за рулём которого оказывается латино-американка Кармен Грир. Она рассказывает, что её муж Слуп скоро выйдет из тюрьмы и убьёт её, так как она донесла на него, чтобы тот прекратил избивать её. Кармен предлагает Ричеру убить её мужа, но тот отказывается. Вместо этого он предлагает устроить его на работу на ранчо Гриров, чтобы изнутри посмотреть на ситуацию. По дороге Кармен забирает дочь Элли из школы.
После устранения группы наблюдения за ранчо, киллеры убивают Ала Юджина, друга и адвоката Слупа.
Ричера берут на работу, но относятся к нему неприязненно. Гриры приказывают своим работникам избить Джека, но тот выходит победителем из схватки. После того, как Слуп вернулся, Ричера арестовывают техасские рейнджеры и вывозят с ранчо. Однако, через некоторое время поступает сообщение, что Слуп убит, и рейнджеры возвращаются.
В убийстве обвиняют Кармен. Орудие убийства — пистолет, который она использовала, обучаясь стрельбе у Ричера. В тюрьме Кармен сознаётся и отказывается от помощи найденного Ричером бесплатного адвоката Элис Аманды Аарон. Джек и Элис обнаруживают старое дело, связанное с убийством нескольких нелегальных иммигрантов и совершённое Слупом и Хэком Уокером, помощником окружного прокурора Пекоса. Именно Уокер нанял киллеров, чтобы избавиться от свидетелей. Ричер расправляется с двумя из них, а Уокера убивает мать Слупа. Третий киллер держит в заложниках Элли, но Ричеру удаётся найти их, расправиться с наёмником и освободить девочку.